# SN 2007el
SN 2007el – supernowa typu II odkryta 4 czerwca 2007 roku w galaktyce A234355+2706. W momencie odkrycia miała maksymalną jasność 17,90m.